# 默讷
默讷（法語：Meusnes，法語發音：[mœn]）是法国卢瓦-谢尔省的一个市镇，位于该省东南部，属于罗莫朗坦-朗特奈区。

## 地理
默讷（47°15'1"N, 1°29'48"E）面积13.35 平方千米，位于法国中央-卢瓦尔河谷大区卢瓦-谢尔省，该省份为法国中北部省份，北起厄尔-卢瓦省，东北接卢瓦雷省，东南接谢尔省，南至安德尔省，西南接安德尔-卢瓦尔省，西北接萨尔特省。
与默讷接壤的市镇（或旧市镇、城区）包括：谢尔河畔沙蒂永、丰格南、利村、拉韦尔内勒、库菲、谢尔河畔塞勒。

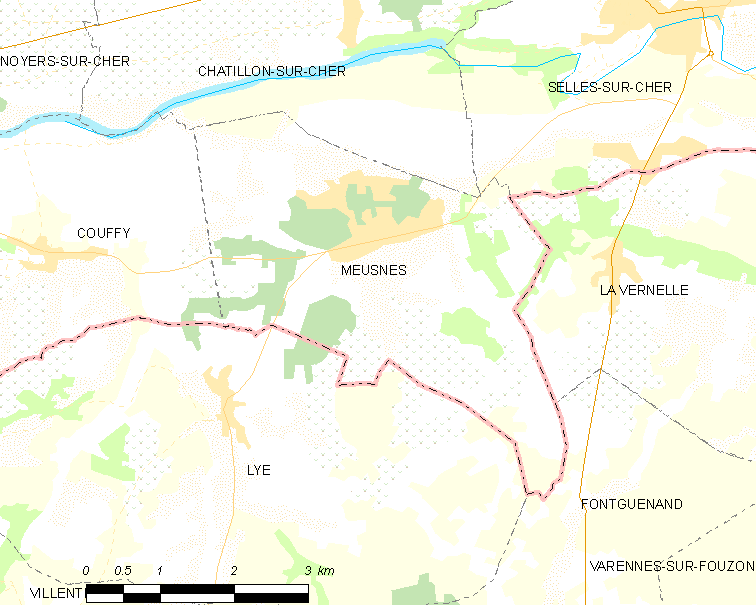
默讷的OSM定位图

默讷的时区为UTC+01:00、UTC+02:00（夏令时）。

## 行政
默讷的邮政编码为41130，INSEE市镇编码为41139。

## 政治
默讷所属的省级选区为圣艾尼昂县。

## 人口

1962-2008年间默讷人口变化图示

默讷于2022年1月1日时的人口数量为1039人。